# Postura ortodoxa

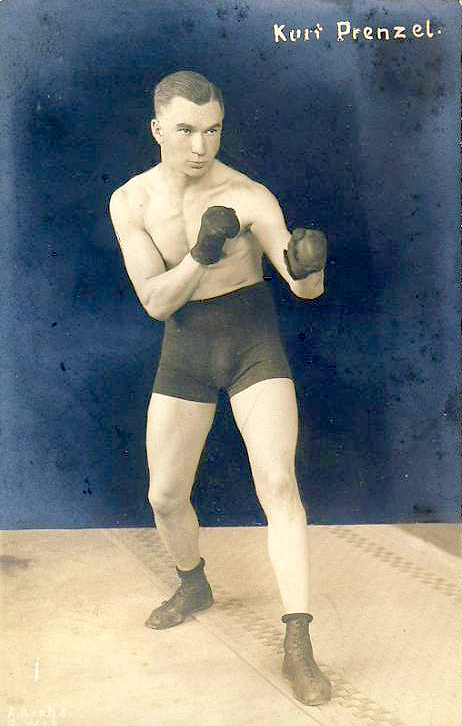
Kurt Prenzel, boxeador en los años 1920, demostrando una postura ortodoxa.

Una postura ortodoxa es una forma de posicionamiento de pies y manos en distintos deportes de pelea como las artes marciales mixtas, boxeo, taekwondo, kárate, entre otros. Una postura tradicional ortodoxa es aquella en la que el boxeador coloca su pie izquierdo más adelantado, teniendo su lado más débil cerca del oponente. Esta postura, ya que favorece el lado más fuerte, el derecho, es una de las más utilizadas en el deporte de combate, utilizada mayoritariamente por los diestros.

## Atletas notables
Muchos boxeadores que han sido campeones han utilizado esta postura como Marco Antonio Barrera, Muhammad Ali, Mike Tyson, Lennox Lewis, Carlos Monzón, Alexis Argüello, Vitali Klichkó, Roberto Durán, Tyson Fury, Rocky Marciano, Joe Louis, Deontay Wilder, Román González y Floyd Mayweather Jr, entre otros.
Entre los peleadores de MMA, quienes han destacado mediante esta postura están Khabib Nurmagomedov, Renan Barão, Sean Strickland y Michael Bisping, entre otros.